# Društvo psihologov Slovenije
Društvo psihologov Slovenije (DPS) je nastalo leta 1954 in je prostovoljno strokovno združenje psihologov Slovenije. Je nevladno, neprofitno in nestrankarsko združenje, ki povezuje člane iz področij znanosti, izobraževanja, športa, zdravstva, socialnega varstva, dela, zaposlovanja, obrambe, varstva okolja in prostora ipd. V društvu je  oblikovanih  pet stalnih  komisij, in sicer: komisija za psihodiagnostična sredstva, komisija za etična vprašanja, komisija za priznanja, komisija za mednarodno sodelovanje in komisija za raziskovanje in razvoj. Komisija etična vprašanja je leta 1982 sprejela Kodeks poklicne etike psihologov Slovenije, ki z manjšimi spremembami velja še danes. Napisan je splošno, torej tudi za psihodiagnostiko v podjetjih, v splošnem si z njim prizadevajo pri oblikovanju lika psihologa kot odgovornega strokovnjaka. Društvo izdaja strokovno revijo Psihološka obzorja in Obvestila Slovenskih psihologov, soizdaja pa tudi revijo Anthropos, ki je časopis za psihologijo in filozofijo ter za sodelovanje humanističnih ved. Društvo psihologov Slovenije je včlanjeno v Evropsko zvezo psiholoških združenj (EFPA - European Federation of Psychologists' Associations) in v Mednarodno unijo psiholoških ved (IUPSyS - International Union of Psychological Science).

## Naloge Društva psihologov Slovenije
1. Predstavlja in zastopa poklic psihologa in poklicne interese svojih članov

2. Sodeluje in pomaga pri napredku in razvoju psihološke teorije in prakse

3. Skrbi za povezovanje in obveščanje članstva

4. Skrbi za znanstveni in strokovni razvoj svojih članov,njihovo dopolnilno strokovno izobraževanje ter 
 usposabljanje z organizacijo in  izvedbo predavanj, delavnic, tečajev, seminarjev, študijskih dni, posvetov in kongresov

5. Izdaja oziroma skrbi za izdajanje strokovne literature, posebno svoje strokovne revije v skladu z veljavnimi predpisi

6. Usklajuje in nadzoruje izdajanje, vzdrževanje in strokovno uporabo psihodiagnostičnih sredstev in psihološke dokumentacije v skladu s predpisi

7. Ureja profesionalni položaj psihologov in se zavzema za pravne vidike delovanja psihologov

8. Povezuje se s strokovnimi združenji drugih držav in skrbi za poenotenje z evropskimi oziroma mednarodnimi kriteriji in standardi

9. Skrbi, da je javnost pravilno obveščena o delu, dosežkih in možnostih psihologije

10. Skrbi za spoštovanje načel poklicne etike psihologov